# Альтернативная медицина
Альтернативная медицина – это та, относительно которой либо не доказано, что она работает, либо доказано, что она не работает. А знаете, как называется альтернативная медицина, которая работает? Медицина.
Альтернати́вная медици́на (нетрадицио́нная медици́на, парамедици́на) — собирательное название методов, которые предлагаются для лечения или предотвращения болезней, но не подкреплены научными доказательствами их эффективности и безопасности. Альтернативная медицина опирается на феномены, существование которых не доказано и часто несовместимо с принципами современной науки.
Лечение по методам альтернативной медицины может негативно влиять на здоровье пациентов из-за отказа от клинических методов лечения.
Типичными примерами альтернативной медицины являются гомеопатия, акупунктура и натуропатия. Нетрадиционную медицину называют альтернативной, так как она часто применяется вместо официальной медицины. Также альтернативной называют и парамедицину. При этом слово «парамедик» (англ. paramedic, термин распространён в англоязычных странах — специалист, оказывающий доврачебную помощь), хотя и созвучно со словом «парамедицина», к ней не имеет отношения.
Если методы альтернативной медицины используются совместно с общепринятыми, такую практику называют комплементарной медициной (от англ. complementary — дополняющий). На Западе применяется также термин «комплементарная и альтернативная медицина» (англ. Complementary and Alternative Medicine, CAM), объединяющий комплементарные и альтернативные практики.

## История
В прошлом разные медицинские течения существовали параллельно, критикуя друг друга в рыночной борьбе. Благодаря профессиональному образованию и слиянию с остальной наукой медицина постепенно становилась цельной системой практических и теоретических знаний. В какой-то момент появилась возможность сыграть на контрасте с ней, что и стали делать некоторые предприимчивые люди, в частности, в XVIII веке семья Перкинсов рекламировала свои «вытягиватели» как относительно недорогую замену визитам к врачу.
В 1796 году американский врач Элиша Перкинс запатентовал устройство из небольших (~7,5 см) медного и стального заострённых с одного конца прутков и назвал его «вытягиватели» (англ. tractors). Своё изобретение он продавал как прибор для лечения разнообразных болезней в домашних условиях. При существенной цене (в 5 раз дороже визита к врачу) «вытягиватели» пользовались большим спросом, в первую очередь благодаря отличному маркетингу. Сын изобретателя Бенджамин основал в Европе компанию по торговле «вытягивателями» и быстро разбогател. Целевой аудиторией для продажи «вытягивателей» были не только богатые, Перкинс-младший построил в Лондоне клинику для бедных, в которой лечили только «вытягивателями». «Вытягиватели» получили нескольких поклонников и среди врачей, хотя большинство придерживалось мнения, что Перкинс — шарлатан и жулик, а медицинское общество Коннектикута исключило его из своих членов.
Рекламные приёмы, придуманные Перкинсом, до сих пор используются в рекламе средств альтернативной медицины. К «вытягивателям» прилагалась подробная инструкция для самостоятельного лечения, Перкинс одним из первых стал противопоставлять свой продукт медицинской практике. Также Перкинс продвигал свою продукцию с помощью известных и влиятельных людей или с использованием их имени вплоть до первого президента США Дж. Вашингтона. Критика со стороны врачей также использовалась для продвижения «вытягивателей», выставляя противников среди врачей алчными, а сторонников — склонными к благотворительности.
В XIX веке представители альтернативной медицины стали противопоставлять свои методы медицинскому лечению «химией», при этом умалчивая, что всё на свете состоит из «химии». Тогда же появились альтернативные учения об отказе от токсичных веществ, хиропрактика, гомеопатия, гидропатия.
Представители альтернативной медицины эксплуатируют удобный для них недостаток медицины — сложность медицинских знаний для пациентов. В альтернативных практиках пациенту предоставляют простые объяснения причин болезней и понятные привлекательные методы избавления от них.
До 1970-х годов популярность альтернативной медицины была небольшой. Современный огромный рынок стал следствием контркультурного движения 1960−70-х, когда появилась мода на противопоставление себя официальной системе и официальной точке зрения, и одновременно активизировался интерес к восточным мистическим учениям и «духовным» практикам. Предприимчивые люди объединили полузабытые западные и экзотические восточные практики и получили феноменальный эффект — к концу XX века в западных индустриальных странах до 40 % жителей пользовались хотя бы одним методом альтернативной медицины. Альтернативная медицина стала брендом и многомиллиардным бизнесом. При этом исходные методы или их обоснование часто искажены вплоть до полной противоположности. К примеру, современная гомеопатия позиционируется как натуральное лечение, тогда как её изобретатель Ганеман строил свою критику медицины на том, что та пытается имитировать бестолковую природу и неэффективные защитные реакции организма.

## Методы

### Гомеопатия
Гомеопатия предлагает использовать для лечения очень сильно разведённые препараты, которые, предположительно, вызывают у здоровых людей симптомы, подобные симптомам болезни пациента. Концепция лечения по псевдонаучному принципу «подобное подобным» (лат. similia similibus curantur) противопоставляется гомеопатами методам медицинской рациональной фармакотерапии, которые основатель гомеопатии С. Ганеман назвал аллопатией.
В XX веке под воздействием рекламы гомеопатия в сознании потребителей стала ассоциироваться с полумистическими восточными методами, восстанавливающими «жизненную силу», хотя суть учения Ганемана была прямо противоположной. Также распространилось заблуждение о том, что гомеопатия лечит травами.

### Натуропатия
Натуропатия основывается на вере в витализм, теорию о том, что процессы в живых организмах необъяснимы с научной точки зрения и управляются особой сверхъестественной энергией, «жизненной силой». Некоторые натуропатические направления:
- ароматерапия;
- апитерапия (лечение продуктами пчеловодства), апифитотерапия (с добавлением растений);
- водолечение (гидротерапия);
- гирудотерапия (лечение пиявками);
- голодание[23];
- скипидарные ванны;
- талассотерапия (лечение морскими водорослями, солями, грязями);
- траволечение (фитотерапия, не следует путать с фармакогнозией, разделом фармакологии)[источник не указан 1024 дня];
- фунготерапия (лечение грибами)[24].

### Другие методы

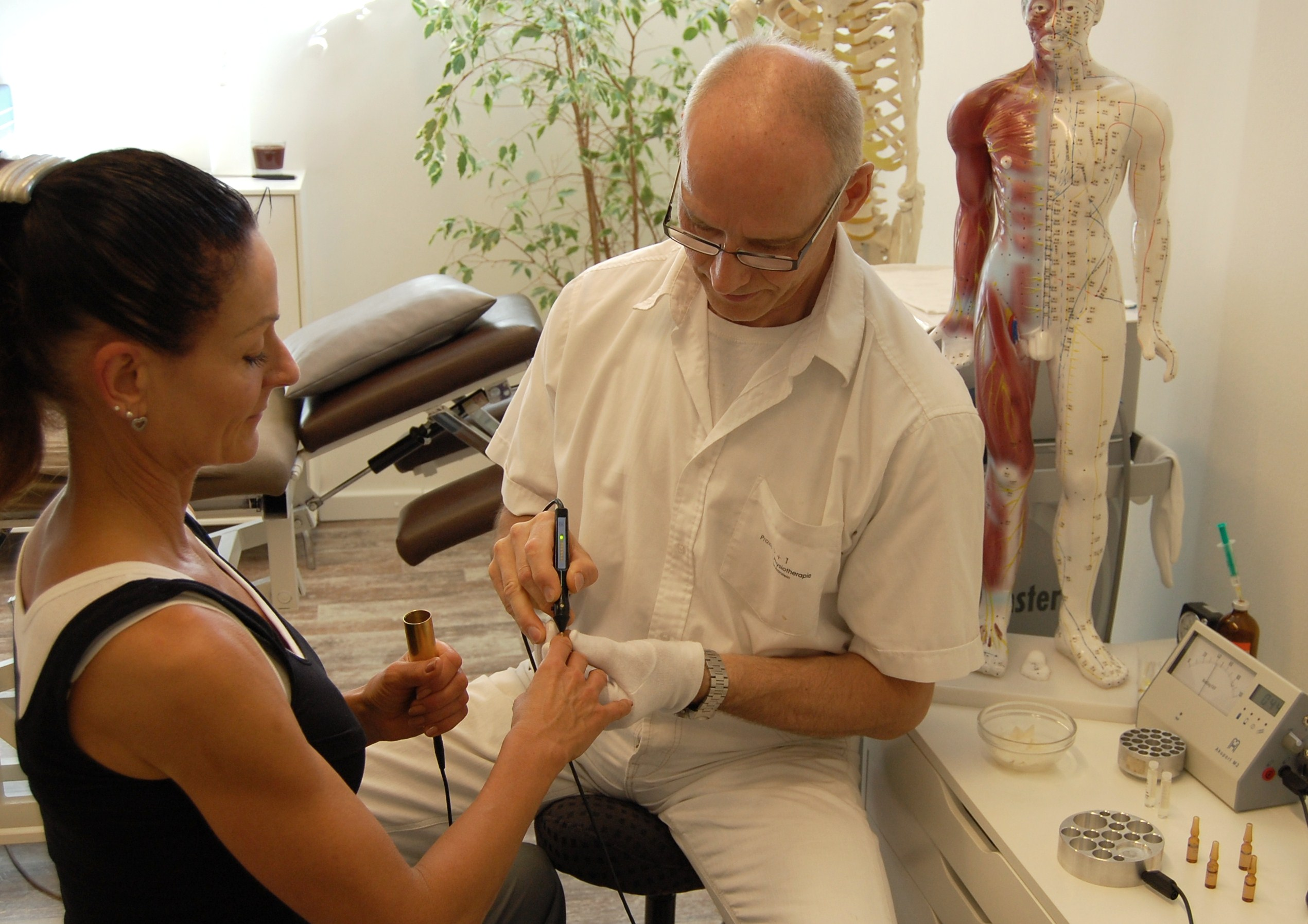
Электропунктура

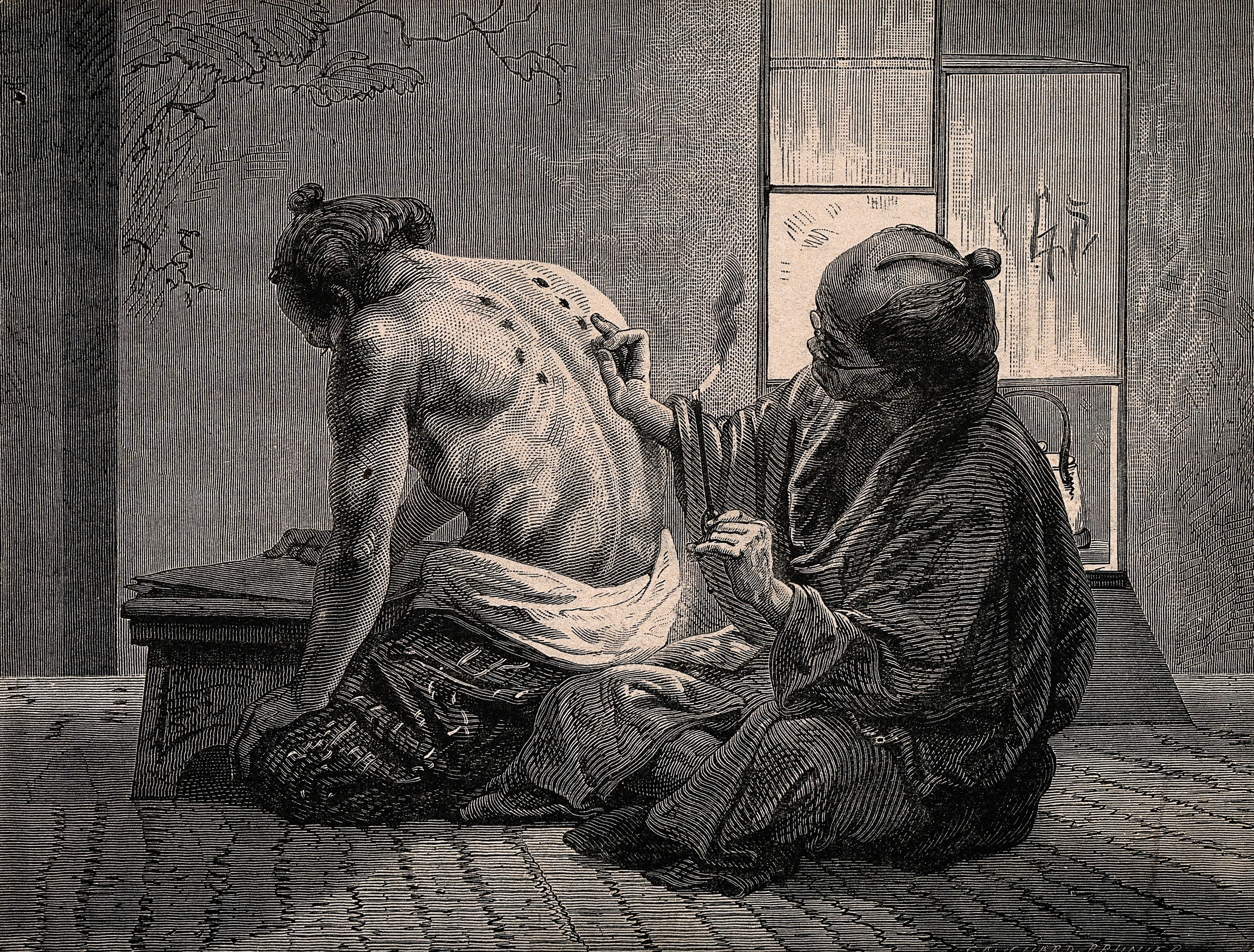
Прижигание моксой

- Акупунктура (иглоукалывание) и традиционная китайская медицина;
- акупрессура (точечный массаж);
- аюрведа;
- биоэнергетика;
- «вибрационная медицина»;
- имидж-терапия и другие методы «медицинского цигуна»;
- крайне высокочастотная (КВЧ) терапия[25];
- литотерапия;
- «лечение» баней[23];
- лечение керосином[23];
- магнитотерапия;
- мануальная терапия;
- медицина Болотова;
- мезотерапия;
- остеопатия;
- рэйки;
- тета-хилинг;
- су-джок (воздействие на активные точки кистей и стоп);
- тибетская медицина;
- уринотерапия (лечение болезней мочой, в том числе упаренной[23]);
- энергетическая медицина;
- энотерапия (винолечение);
- «чистка организма» или «очищение от шлаков»[23];
- шиацу.

### Альтернативная диагностика
- Биорезонансная диагностика.
- Гемосканирование — диагностика по внешнему виду кровяных телец.
- Иридодиагностика — диагностика по внешнему виду радужки глаза.
- Метод Фолля — диагностика путём измерения электрического сопротивления между различными точками на коже человека.
- Прикладная кинезиология — хиропрактический метод диагностики и терапии, декларирующий связи мышечного напряжения (тонуса) с состоянием внутренних органов и систем организма и предлагающий способы корректирующего немедикаментозного воздействия на них.
- Диагностика по языку (используется в аюрведе; китайской традиционной медицине).

## Причины популярности
Социологи отмечают, что в современном обществе растёт стремление людей заботиться о своем здоровье, спрос на медицинские услуги. В то же время сложный, междисциплинарный, комплексный характер медицины создает ситуации, когда неспециалисту сложно разобраться в том, что научно обоснованно, а что спекулятивно в здравоохранении, особенно на коммерческом рынке. Поэтому в медицине выдать себя за знатока значительно легче, чем в естественных науках. Рост числа «самодельных целителей» отражает настроения людей, их потребности, в том числе неудовлетворенность официальной медициной. В России дополнительно к этому из-за системного кризиса 1990-х множество людей лишилось социальных гарантий, в том числе в области здравоохранения, и надежных источников дохода, у них аккумулируются осознанные и
полуосознанные тревоги и страхи. В условиях нестабильности, психологической напряженности и фобий человек ищет любые средства оздоровления и порой находит их там, где их нет и быть не может.
Среди парамедиков представлены как те, кто фанатично убежден в истинности своих воззрений, так и сознательные жулики и фальсификаторы (при этом, похоже, со временем первых становится меньше, а последних — больше). Поскольку у современного человека колоссальный кредит доверия к науке, для создания иллюзии они используют научную лексику. В результате «теоретические построения» парамедицины приобретают черты наукообразности, превращаются в бессвязный текст из научных терминов. Очень часто парамедицинские обоснования — рецидив донаучного мышления, облаченный в наукообразные одежды. Парамедики обычно заявляют о своих преимуществах по сравнению с традиционной медициной с ее накопленным столетиями опытом. Некоторые ветви парамедицины вырастают из общего с научной медициной исторического источника — народной медицины. Уважение к рациональным моментам народной медицины нещадно эксплуатируется представителями парамедицины. В некоторых случаях народные целители получают гласную или негласную поддержку государства.
Основанием многих форм парамедицины является не поиск средств лечения, но реклама, спекулирующая на болезнях и страданиях человека. Во всём мире больные стали реже обращаться к врачам (официальной медицины) и при этом принимают всё больше лекарств. Опросы общественного мнения в различных странах показали, что 80 % людей занимаются самолечением, не обращаясь к врачу. Среди потребителей услуг альтернативной медицины исследователи выделили три группы:
1. Здоровые люди, желающие оставаться здоровым и молодым неограниченно долго, готовы много заплатить за процедуры и препараты омоложения (биохакинг, антиэйджинг).
2. Люди, склонные интерпретировать симптомы лёгкого недомогания как доказательства тяжелого или неизлечимого заболевания, в стремлении избавиться от мнимого недуга настаивают или легко соглашаются на лечение экспериментальными методами и неизученными препаратами, в литературе описаны случаи так называемых «ятрогенных» болезней, например, спидофобия.
3. Условно-легкомысленные, которые, по разным внутренним причинам игнорируя угрозы серьёзного заболевания и побочных эффектов применяемых лекарств, лечатся преимущественно обезболивающими и жаропонижающими и склонны верить рекламе вида «проглотил — и боль прошла!»[26].

Реклама альтернативных терапевтических методов обещает пациентам с неизлечимыми или трудноизлечимыми клиническими методами болезнями избавить их от болей или полностью вылечить. В частности, такая ситуация характерна для рака, и не только в России — так, в американском штате Вирджиния врач-ортопед «лечил» рак у пациентов соком алоэ, за что Совет врачей штата лишил его врачебной лицензии. Под видом специалистов неофициальной медицины нередко работают распространители лекарств, религиозные секты и бизнесмены. Они пользуются тем, что отчаявшиеся больные в силу своего состояния склонны поверить во что угодно.
Популярности альтернативной медицины способствует также то, что парамедицина быстрее приспосабливается к интересам и запросам населения, чем обычные медицинские учреждения, не бюрократизирована, умеет довольно быстро менять обличья, не отягощена моральными устоями.
Современная эффективная терапия и профилактика чревата лекарственными осложнениями, которые могут оказаться опаснее самой болезни. Поэтому всё большее внимание пациентов и врачей привлекают средства и методы альтернативной медицины или парамедицинские.
Научный журналист, врач Алексей Водовозов приводит следующие причины популярности альтернативной медицины:
- возможность самолечения, отсутствие неприятных и болезненных процедур;
- глобальность целей, в том числе самосовершенствование;
- способ подачи — антураж, ритуальная составляющая;
- простота объяснений и действий;
- психотерапевтическая составляющая — на приёме у представителя альтернативной медицины нет ограничений на интервью с пациентом (норма — 1,5−2 часа);
- представитель альтернативной медицины всегда обещает хороший исход своего лечения и не сомневается в результате, тогда как врач вынужден говорить правду согласно парадигме информированного согласия, в том числе обязан рассказать о побочных действиях и возможности негативного исхода.

## Экономика
Мировой оборот альтернативной медицины составил к 2015 году $115 млрд. и имеет тенденцию к росту.

## Национальные особенности

### Россия
Альтернативная медицина получила в России широкое распространение. Так, по данным РАН, в России имеется около 800 тысяч целителей и только 640 тысяч дипломированных врачей. Доходы альтернативной медицины в России оценивается в несколько миллиардов долларов США в год.
Некоторые психологи и психиатры считают, что увлечение россиян мистикой — это побочный эффект крушения идеологии коммунизма[страница не указана 2149 дней].
Согласно проведённому в 2007 году исследованию РАМН, в России у 95 % «народных целителей» отсутствует медицинское образование, а более 40 % из них нуждаются в лечении психических отклонений. Регулярное посещение «целителей» и выстраивание жизни по их рекомендациям может быть признаком и последствием расстройства психической адаптации — магифренического синдрома.

### США
В 1999 году Национальный центр комплементарной и альтернативной медицины США профинансировал широкомасштабные исследования по проверке эффективности нетрадиционных, альтернативных и комплементарных методов лечения, в том числе популярных растительных препаратов и полностью ненаучных методов: энергетических полей, дистанционного излечения и пр. В результате выяснилось, что подавляющее большинство исследованных растительных препаратов неотличимы от плацебо. Также выяснилось, что у лечебных методик эффект практически отсутствовал. Был выявлен только косвенный эффект у релаксационных процедур (уменьшают боль, тревожность и утомляемость).

### Чехия
В Чехии работают сотни целителей, о которых нет никакой конкретной достоверной информации ни у клиентов, ни у государства. До сих пор в стране не было единого органа для контроля за ними. После нашумевшего документального фильма Министерство здравоохранения Чехии предложило закон, по которому каждый, оказывающий медицинскую услугу должен будет информировать клиента о своих методах, цене и возможных последствиях, вести документацию, в том числе полную историю болезни. Более того, с момента принятия закона он будет полностью ответственным за возможный ущерб, причиненный во время лечения.

### Испания
В Испании государство выработало закон об ограничении альтернативной медицины в медицинских практиках. Всех специалистов, практикующих эти методы, увольняют, а в университетах перестают проводить обучение по «альтернативным» специальностям. На это Министерство здравоохранения и науки сподвигли громкие случаи смертей людей, сделавших выбор в пользу альтернативной медицины. Среди примеров альтернативной медицины указаны в том числе гомеопатия, ароматерапия и акупунктура. Попал в «черный список» и психоанализ Фрейда.
Также в этой стране активно распространяется научная информация о псевдомедицинских методах лечения и их опасности. Власти борются с рекламой нетрадиционных методов лечения и избавляют медицинские учреждения от тех, кто их практикует.

### Гвинея
До второй половины двадцатого века в Гвинее была запрещена научно-доказанная медицина, из-за чего начались практики альтернативной медицины в лице шаманизма и народных средств. Несмотря на отмену закона и распространение официальной медицины, жители страны до сих пор пытаются лечиться с помощью колдунов и настоек. Из-за подобных практик Гвинея лидирует по заражению ВИЧ, малярией, туберкулёзом и лихорадкой.

### Индия
В Индии активно практикуется аюрведа, примерно 80 % населения страны пользуется данной практикой. Аюрведа основана на предположении, будто человеческое здоровье зависит от тонкого баланса между телом, разумом и духом. Болезни, соответственно, по мнению сторонников аюрведы, якобы возникают из‑за их разбалансировки. Чтобы выздороветь, человеку необходимо снова вернуть себя в состояние равновесия. Это достигается с помощью диеты, приёма лечебных трав, массажа, ароматерапии, занятий йогой и медитаций. Научное сообщество отвергает такие методы лечения, причисляя их к псевдонаучным, помимо того что аюрведа бесполезна, она также может быть смертельно опасна.

## Позиция ВОЗ
Всемирная организация здравоохранения (ВОЗ) не рекомендует использование альтернативной медицины и прилагает усилия для продвижения доказательного подхода для оценки безопасности, эффективности и качества нетрадиционных методик, чтобы подтвердить или опровергнуть их научным методом.

## Влияние на здоровье пациентов
Пациенты, получающие лечение по методам альтернативной медицины, чаще других отказываются от лечения обычными клиническими методами. У больных раком это приводит к повышенной смертности. В когортном исследовании 2018 года при изучении историй болезней 1,9 млн раковых больных выявлено, что в группе возрастом 48−64 лет в 70 раз выше частота отказов от хирургического лечения, в 10 раз — химиотерапии, в 24 раза — лучевой терапии и в 12 раз — гормональной терапии. Общая смертность у лечившихся альтернативными методами в 2 раза выше, чем у лечившихся только обычными методами. Один из исследователей, онколог Скайлер Джонсон отметил, что люди верят в непроверенные методы как в повышающие их шансы на выживание и выздоровление, но на самом деле происходит наоборот.
В Австралии в период с 2001 по 2003 год зафиксированы 39 случаев нанесения вреда здоровью детей с помощью нетрадиционных методов лечения (возраст пациентов от нескольких месяцев до 16 лет). В 30 случаях здоровье больных детей ухудшилось непосредственно из-за применения альтернативной терапии, у 17 пациентов — из-за отказа от обычных медицинских методов лечения. Четверо пациентов умерли.
Методы нетрадиционной медицины используются отдельными мошенниками и криминальными группами, в ряде случаев в таких группах присутствуют профессиональные медики. Все они в корыстных целях используют псевдонаучные «целительные» приборы, препараты и сомнительные методы лечения. Помимо опасности для физического здоровья потребителей, такие услуги опасны для их психического здоровья.
Американские исследователи в контролируемых экспериментах с 1999 по 2009 годы выяснили, что у разных методов альтернативной медицины имеются следующие положительные эффекты:
- йога, массаж и другие релаксационные процедуры уменьшают симптомы: боль, тревожность, утомляемость;
- капсулы имбиря могут снижать симптом тошноты;
- в некоторых случаях может помочь акупунктура, и плацебо даёт такой же эффект.